# Rostam Kalāteh
Rostam Kalāteh (persiska: Rostam Kalāteh-ye Sādāt, رستم كلاته, رستم كلاته سادات) är en ort i Iran.   Den ligger i provinsen Golestan, i den norra delen av landet, 300 km öster om huvudstaden Teheran. Rostam Kalāteh ligger 59 meter över havet och antalet invånare är 819.
Terrängen runt Rostam Kalāteh är platt norrut, men söderut är den kuperad. Terrängen runt Rostam Kalāteh sluttar norrut.Runt Rostam Kalāteh är det ganska tätbefolkat, med 207 invånare per kvadratkilometer. Närmaste större samhälle är Gorgan, 6,2 km sydväst om Rostam Kalāteh. Trakten runt Rostam Kalāteh består till största delen av jordbruksmark.